# Couvrelles
Couvrelles ist eine französische Gemeinde mit 177 Einwohnern (Stand: 1. Januar 2022) im Département Aisne in der Region Hauts-de-France (frühere Region: Picardie). Sie gehört zum Arrondissement Soissons und zum Kanton Fère-en-Tardenois.

## Geographie
Die Gemeinde mit den Häusergruppen Le Moulin de Courbe, La Garenne, Le Manège und Ferme de la Siège liegt abseits der Soissons mit Reims verbindenden Route nationale 31 (Europastraße 46) und erstreckt sich im Nordosten über diese hinaus bis zum linken Ufer der Vesle. Die Entfernung von Soissons beträgt rund 16 Kilometer. Nachbargemeinden von Couvrelles sind Vasseny im Norden, Braine im Nordosten, Augy im Osten, Cerseuil im Südosten, Lesges im Süden, Serches im Westen und Ciry-Salsogne im Nordwesten.

## Bevölkerungsentwicklung
| Jahr                       | 1962 | 1968 | 1975 | 1982 | 1990 | 1999 | 2006 | 2012 | 2021 |
| Einwohner                  | 194  | 180  | 161  | 180  | 170  | 190  | 195  | 193  | 180  |
| Quellen: Cassini und INSEE |      |      |      |      |      |      |      |      |      |

## Sehenswürdigkeiten
- Kirche Saint-Lubin aus dem 12. und 13. Jahrhundert, 1922 als Monument historique klassifiziert (Base Mérimée PA00115631)
- Schloss, 1927 als Monument historique eingetragen (Base Mérimée PA00115630)
- Ferme de La Siège mit Grangie aus dem 13. Jahrhundert und Rest der Umfassungsmauer, 1927 als Monument historique eingetragen (Base Mérimée PA00115632)
- Kriegerdenkmal (Monument aux morts), 2014 translozier
- Waschhaus

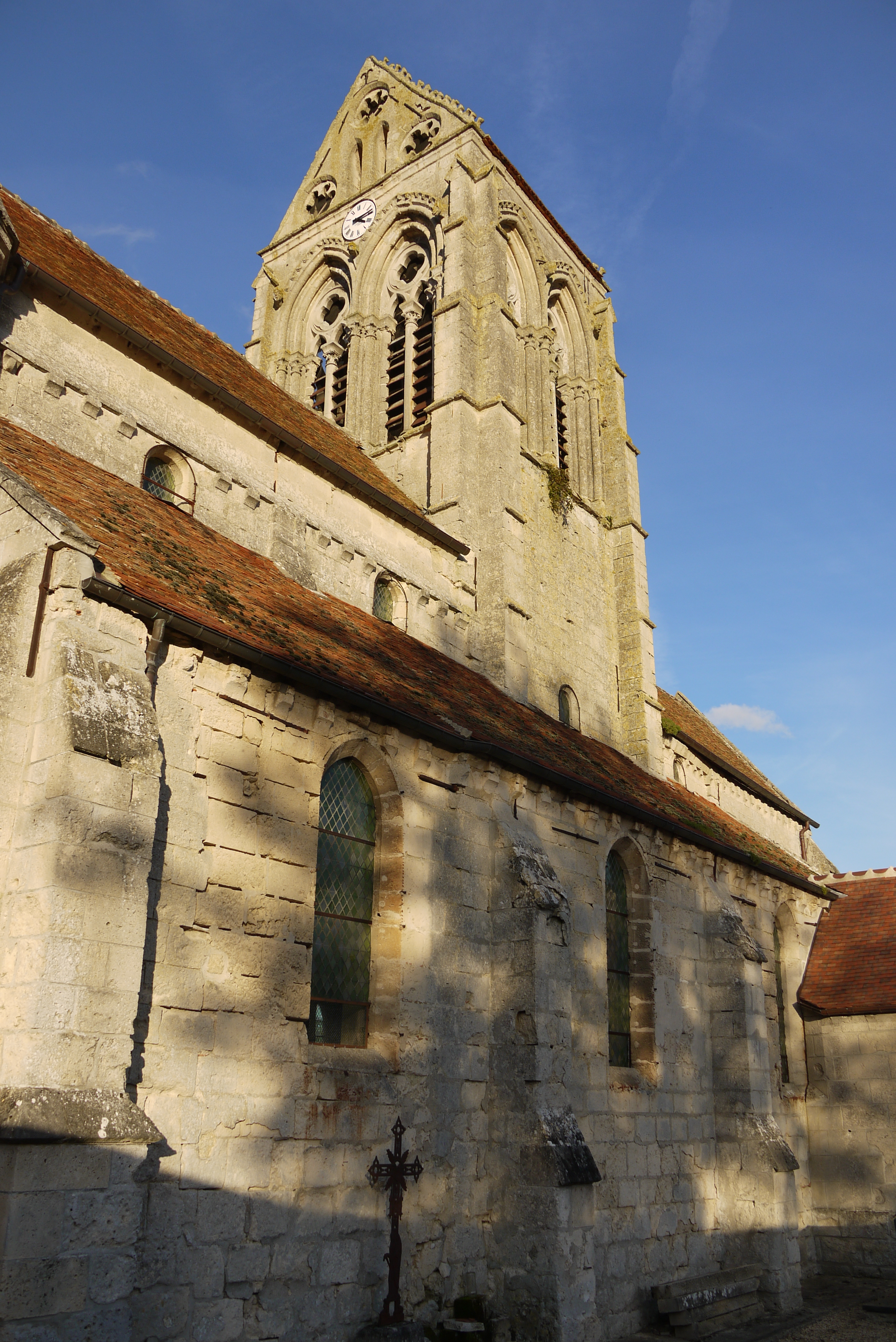
Kirche Saint-Lubin
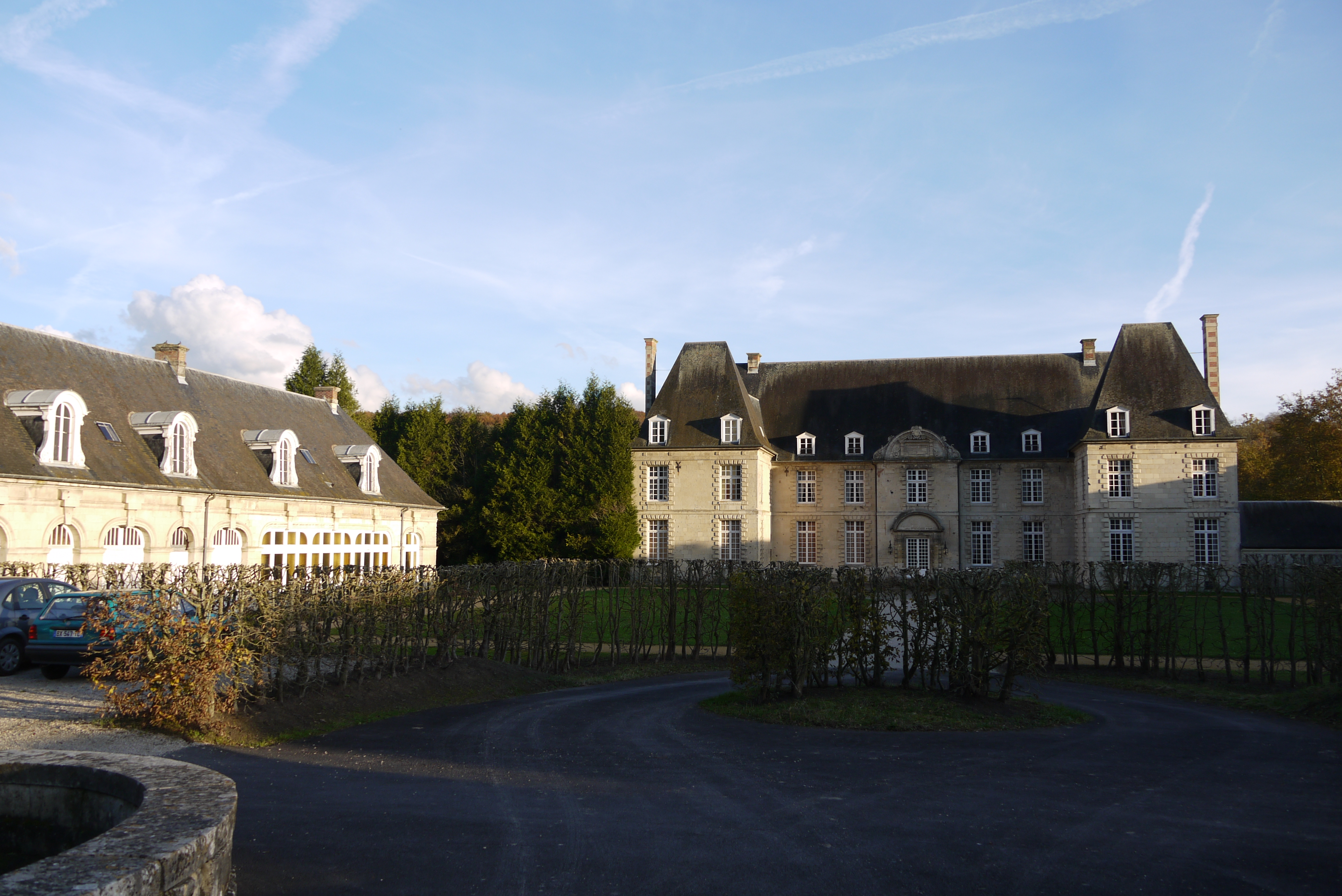
Château couvrelles
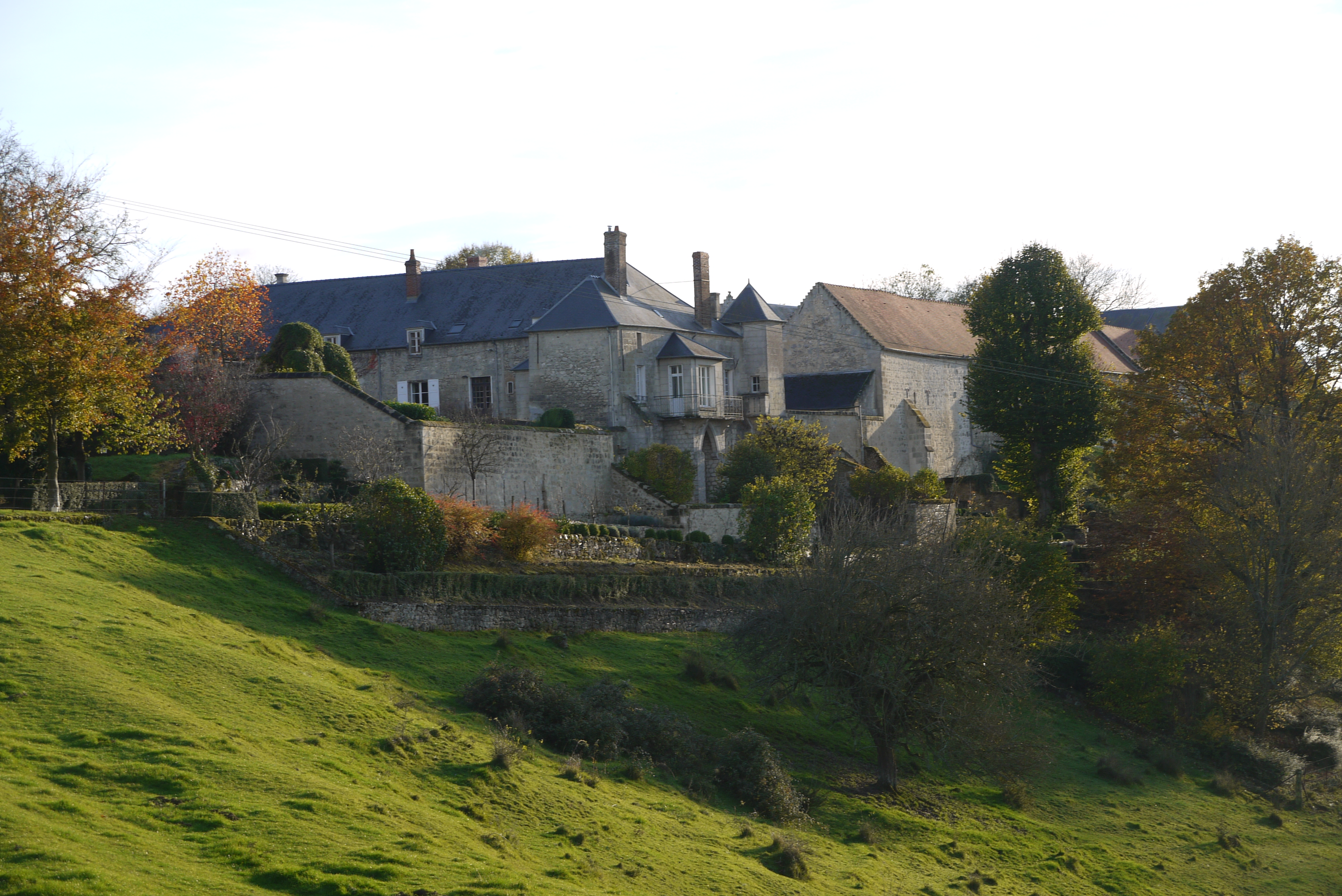
Ferme de la Siège
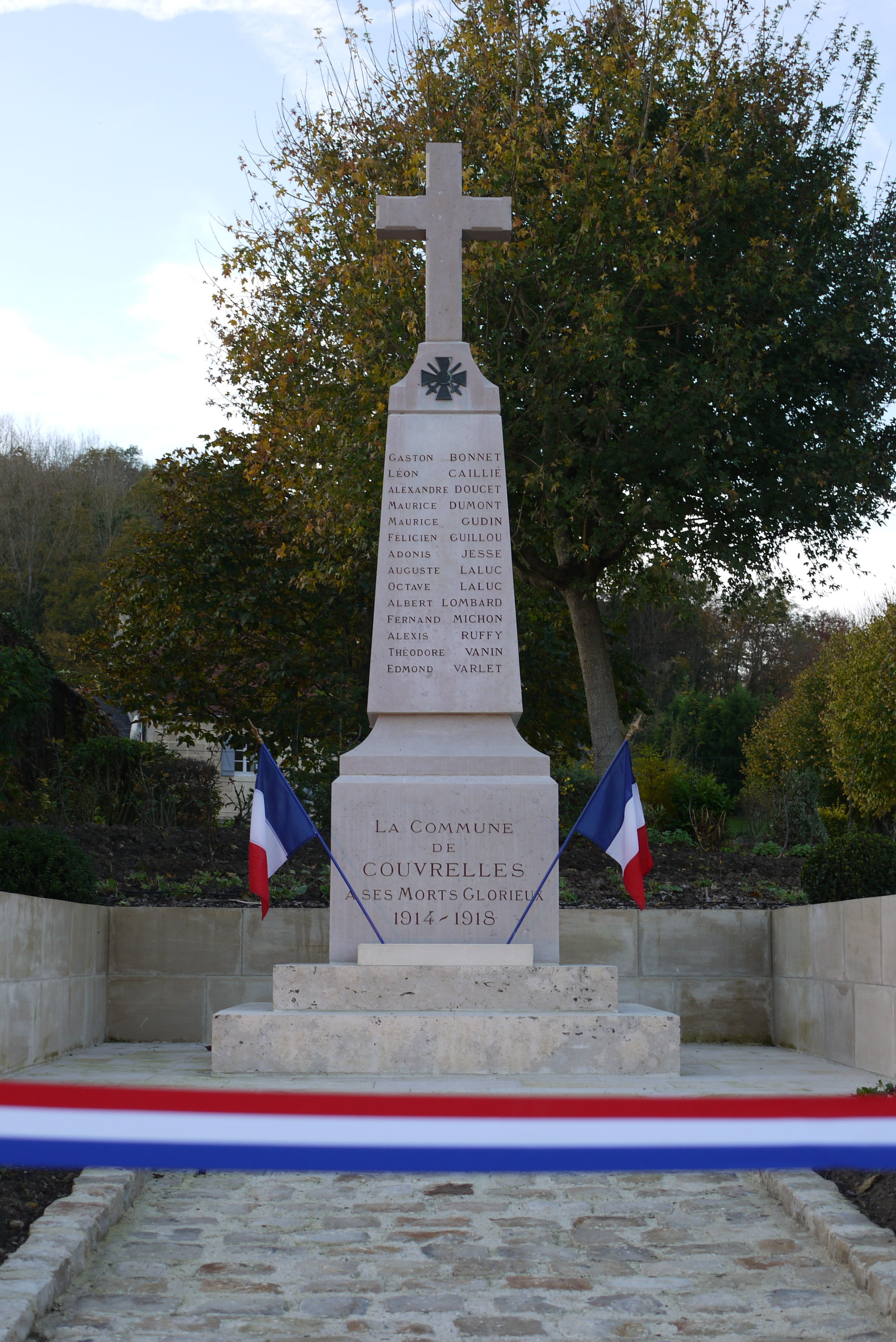
Gefallenendenkmal